# Nicholas Presciutti
Nicholas Presciutti (* 14. Dezember 1993 in Rom) ist ein italienischer Wasserballspieler. Er erkämpfte mit der italienischen Nationalmannschaft eine Bronzemedaille bei Olympischen Spielen. 2022 und 2024 war er Weltmeisterschaftszweiter. 2024 gewann er Europameisterschaftsbronze.

## Sportliche Karriere
Der 1,89 Meter große Nicholas Presciutti begann seine Karriere in Rom. Von 2013 bis 2020 spielte er bei Associazione Nuotatori Brescia. Danach wechselte er zu Pro Recco und wurde mit diesem Verein dreimal italienischer Meister.
Presciutti belegte mit der italienischen Juniorenauswahl den fünften Platz bei der Juniorenweltmeisterschaft 2011, 2013 siegten die Italiener. 2015 spielte er mit der Nationalmannschaft bei der Weltmeisterschaft in Kasan, im Spiel um den dritten Platz unterlagen die Italiener im Penaltyschießen gegen die griechische Mannschaft. Presciuttis erstes olympisches Turnier waren die Olympischen Spiele 2016 in Rio de Janeiro. In der Vorrunde belegten die Italiener den dritten Platz hinter Spanien und Kroatien. Nach einem Viertelfinalsieg gegen Griechenland unterlagen die Italiener den Serben im Halbfinale mit 8:10. Im Spiel um den dritten Platz besiegten die Italiener die Mannschaft Montenegros mit 12:10. Im Spiel um Bronze warf Nicholas Presciutti zwei Tore, sein älterer Bruder Christian Presciutti traf viermal.
Bei der Weltmeisterschaft 2017 unterlagen die Italiener im Viertelfinale den Kroaten und belegten letztlich den sechsten Rang. Im Jahr darauf bei der Europameisterschaft 2018 in Barcelona unterlagen die Italiener den Kroaten im Spiel um den dritten Platz. Presciutti erzielte vier Turniertore. 2019 fiel Presciutti vor der Weltmeisterschaft in Gwangju wegen einer Schulterverletzung aus.  Bei den erst 2021 ausgetragenen Olympischen Spielen in Tokio belegten die Italiener den siebten Platz. Im Spiel um den siebten Platz erzielte Presciutti beim 14:14 gegen Montenegro ein Tor während der regulären Spielzeit und verwandelte seinen Penalty beim Fünf-Meter-Schießen.
Bei der Weltmeisterschaft in Budapest erreichten die Italiener mit einem 11:10 über Griechenland das Finale. Im Endspiel siegten die Spanier im Fünf-Meter-Schießen. Im Jahr darauf bei der Weltmeisterschaft in Fukuoka verloren die Italiener im Viertelfinale gegen die Serben nach Penaltyschießen. In den Platzierungsspielen wurden die Italiener Fünfte. Im Januar 2024 unterlagen die Italiener im Halbfinale der Europameisterschaft in Kroatien den Spaniern. Das Spiel um Bronze gewannen die Italiener mit 12:7 gegen die Ungarn. Presciutti erzielte im Spiel um Bronze ein Tor. Im Februar bei der Weltmeisterschaft in Doha erreichten die Italiener mit einem Sieg über die Spanier das Endspiel. Dort unterlagen sie den Kroaten nach Penaltyschießen. Bei den Olympischen Spielen 2024 in Paris unterlagen die Italiener im Viertelfinale den Ungarn im Penaltyschießen. Presciutti erzielte ein Tor während der regulären Spielzeit. Beim Penaltyschießen war er der einzige italienische Schütze, der seinen Versuch verwandeln konnte. In den Platzierungsspielen erreichten die Italiener den siebten Platz.